# Buona fortuna (album Pooh)
Buona fortuna è un album del gruppo italiano dei Pooh, pubblicato nel settembre 1981. Risulta essere uno dei dischi più venduti del gruppo, piazzandosi al 5º posto della Hit parade annuale. È rimasto in testa alle classifiche per 9 settimane consecutive.

## Descrizione
L'album dei quindici anni di attività del gruppo segna anche qualche importante novità dal punto di vista sonoro. Infatti, come ingegnere del suono viene chiamato Brian Humphries che in precedenza aveva lavorato con i Pink Floyd. Il suo apporto si farà sentire fino ad un certo punto.
La copertina riporta i simboli della fortuna, coccinella e quadrifoglio, su sfondo bianco.
Due canzoni di Stefano vengono utilizzate per un singolo (Buona fortuna/Lascia che sia). Con il brano omonimo, che apre la prima facciata, i Pooh tornano a cantare un brano a quattro voci alternate, su richiesta di D'Orazio, e da questo album diventerà un punto fisso nei loro album. Con Banda nel vento il gruppo celebra il quindicennale della fondazione. In Gente della sera Negrini descrive la varia umanità che si può incontrare in una notte feriale alla stazione di Milano Centrale. Il lato B si apre con Fuori stagione, brano rock con una ritmica sincopata che dà il "la" alla malinconica Dove sto domani, caratterizzata dal basso fretless di Canzian: in questo brano si narra la continuazione amichevole del rapporto tra una donna ed un uomo anche dopo la fine dell'amore. Segue il brano Replay, su una musica di Canzian, per il quale Negrini scrive un testo pregno di sensazioni della sua gioventù e di quella del bassista. Il brano più noto è Chi fermerà la musica, utilizzato come singolo principale del 1981.
Nel complesso questo LP mostra, insieme a ...Stop, il volto più rock del complesso.

## Tracce
1. Buona fortuna (Facchinetti-D'Orazio) - 3:48 Voce Principale: Dodi, Red, Roby, Stefano
2. Banda nel vento (Facchinetti-Negrini) - 4:31 Voce Principale: Roby e Dodi
3. Lascia che sia (Facchinetti-D'Orazio) - 3:54 Voce Principale: Dodi e Roby
4. Compleanno di maggio (Battaglia-Negrini) - 3:38 Voce Principale: Dodi e Roby
5. Gente della sera (Facchinetti-Negrini) - 4:05 Voce Principale: Dodi e Roby
6. Fuori stagione (Facchinetti-Negrini) - 3:18 Voce Principale: Roby
7. Dove sto domani (Facchinetti-Negrini) - 4:15 Voce Principale: Dodi e Roby
8. Replay (Canzian-Negrini) - 3:39 Voce Principale: Red
9. Fotografie (Battaglia-Negrini) - 3:50 Voce Principale: Dodi e Roby
10. Chi fermerà la musica (Facchinetti-Negrini) - 4:49 Voce Principale: Roby

## Formazione
- Roby Facchinetti - voce, pianoforte, tastiere
- Dodi Battaglia - voce, chitarra
- Stefano D'Orazio - voce, batteria, percussioni, armonica
- Red Canzian - voce, basso